# Бейнеткеш
Бейнеткеш (каз. Бейнеткеш) — село в Толебийском районе Туркестанской области Казахстана. Входит в состав сельского округа Биринши. Код КАТО — 515839300.

## Население
В 1999 году население села составляло 889 человек (447 мужчин и 442 женщины). По данным переписи 2009 года, в селе проживали 934 человека (483 мужчины и 451 женщина).